# Mohamed-Ali Cho
Mohamed-Ali Cho (Stains, 19 gennaio 2004) è un calciatore francese con cittadinanza britannica, attaccante del Nizza e della nazionale Under-21 francese.

## Caratteristiche tecniche
Ala destra di piede sinistro, dà il meglio di sé in campo aperto, dove può sfruttare la sua notevole accelerazione, e conta fra le sue qualità principali anche la potenza, l'abilità nel dribbling e il fiuto del gol. È utilizzabile anche sulla fascia opposta oppure in posizione più centrale.

## Carriera

### Club
Nato in Francia da padre ivoriano e madre francese di origini marocchine, Mohamed-Ali Cho ha trascorso buona parte della sua infanzia a Londra, dove i suoi genitori si erano trasferiti per lavoro. Arrivato a un passo dall'ingresso nel vivaio del West Ham Utd, all'età di sei anni è ritornato con la famiglia in Francia, dove è stato ingaggiato dal Chantilly, in cui è rimasto per un anno prima di approdare alle giovanili del Paris Saint-Germain. Fra le file del club parigino Cho ha giocato per quattro stagioni, prima di compiere un nuovo viaggio alla volta dell'Inghilterra.
Con i Toffees l'attaccante ha giocato dal 2015 al 2020, quando ha fatto ritorno in Francia e, poco dopo aver compiuto sedici anni, ha firmato con l'Angers nel mese di gennaio. Inizialmente assegnato alla squadra delle riserve, il 2 maggio 2020 Cho ha firmato il suo primo contratto professionistico con la società bianconera (valido fino al 2023) e nei mesi successivi è stato chiamato ad allenarsi con la prima squadra dall'allenatore Stéphane Moulin nonostante la giovanissima età.
Il 30 agosto seguente, Cho ha debuttato ufficialmente in prima squadra, subentrando a Sada Thioub nel finale dell'incontro di Ligue 1 perso 2-0 contro il Bordeaux, e diventando così il primo giocatore classe 2004 ad esordire nella massima divisione francese. Ha poi giocato le sue prime partite dal primo minuto sia in Coppa di Francia, l'11 febbraio 2021, sia in campionato, il 17 aprile seguente, in entrambi i casi contro il Rennes.
Nella stagione seguente, poco dopo aver ottenuto i galloni da titolare, Cho ha trovato anche il suo primo gol da professionista: infatti, il 29 agosto 2021, è andato a segno in una partita di campionato di nuovo contro il Rennes, in cui per altro aveva anche servito un assist a Sofiane Boufal, rimanendo così coinvolto in entrambe le reti del 2-0 finale. Nell'occasione, è diventato il secondo giocatore nato nel 2004 a segnare in uno dei cinque campionati europei più prestigiosi, dietro soltanto al tedesco Youssoufa Moukoko.
Il 15 giugno 2022 firma un contratto quinquennale con la Real Sociedad.
L'8 gennaio 2024 viene ceduto a titolo definitivo al Nizza, per 10 milioni di euro più 2 di bonus.

### Nazionale
Per via delle origini dei suoi genitori e del loro soggiorno in Francia e in Inghilterra, Cho dispone di passaporto francese, marocchino, ivoriano ed inglese, e può dunque rispondere alle chiamate di ciascuna delle rispettive nazionali.
Inizialmente, Cho ha giocato nelle rappresentative Under-15 e Under-16 dell'Inghilterra. Tuttavia, dopo un ulteriore periodo di riflessione, l'attaccante ha deciso di rappresentare la Francia e nell'agosto del 2021 ha ricevuto la sua prima convocazione nell'Under-21 transalpina, guidata da Sylvain Ripoll.
Ha poi esordito nelle file dei Bleuets il 2 settembre seguente, partendo da titolare nella partita contro la Macedonia del Nord, valida per le qualificazioni all'Europeo di categoria del 2023 e vinta per 3-0. Ha collezionato la sua seconda presenza appena quattro giorni più tardi, il 6 settembre, subentrando a Nathanaël Mbuku al 66º minuto dell'incontro in casa delle Fær Øer, terminato sull'1-1.

## Statistiche
Statistiche aggiornate al 2 febbraio 2025

### Presenze e reti nei club
| Stagione             | Squadra              | Campionato           | Campionato | Campionato | Coppe nazionali | Coppe nazionali | Coppe nazionali | Coppe continentali | Coppe continentali | Coppe continentali | Altre coppe | Altre coppe | Altre coppe | Totale | Totale |
| Stagione             | Squadra              | Comp                 | Pres       | Reti       | Comp            | Pres            | Reti            | Comp               | Pres               | Reti               | Comp        | Pres        | Reti        | Pres   | Reti   |
| -------------------- | -------------------- | -------------------- | ---------- | ---------- | --------------- | --------------- | --------------- | ------------------ | ------------------ | ------------------ | ----------- | ----------- | ----------- | ------ | ------ |
| 2020-2021            | Angers 2             | N2                   | 1          | 0          | -               | -               | -               | -                  | -                  | -                  | -           | -           | -           | 1      | 0      |
| 2020-2021            | Angers               | L1                   | 21         | 0          | CF              | 2               | 0               | -                  | -                  | -                  | -           | -           | -           | 23     | 0      |
| 2021-2022            | Angers               | L1                   | 32         | 4          | CF              | 0               | 0               | -                  | -                  | -                  | -           | -           | -           | 32     | 4      |
| Totale Angers        | Totale Angers        | Totale Angers        | 53         | 4          |                 | 2               | 0               |                    | -                  | -                  |             | -           | -           | 55     | 4      |
| 2022-2023            | Real Sociedad        | PD                   | 19         | 1          | CR              | 1               | 1               | UEL                | 4                  | 0                  |             | -           | -           | 24     | 2      |
| 2023-gen. 2024       | Real Sociedad        | PD                   | 11         | 0          | CR              | 1               | 0               | UCL                | 4                  | 0                  |             | -           | -           | 16     | 0      |
| Totale Real Sociedad | Totale Real Sociedad | Totale Real Sociedad | 30         | 1          |                 | 2               | 1               |                    | 8                  | 0                  |             | -           | -           | 40     | 2      |
| gen.-giu. 2024       | Nizza                | L1                   | 17         | 1          | CF              | 3               | 1               |                    | -                  | -                  |             | -           | -           | 20     | 2      |
| 2024-2025            | Nizza                | L1                   | 17         | 3          | CF              | 2               | 1               | UEL                | 6                  | 1                  |             | -           | -           | 25     | 5      |
| Totale Nizza         | Totale Nizza         | Totale Nizza         | 34         | 4          |                 | 5               | 2               |                    | 6                  | 1                  |             | -           | -           | 45     | 7      |
| Totale carriera      | Totale carriera      | Totale carriera      | 118        | 9          |                 | 9               | 3               |                    | 14                 | 1                  |             | -           | -           | 141    | 13     |